# مایک دیکسون (بازیکن فوتبال، زاده ۱۹۳۷)
مایک دیکسون (انگلیسی: Mike Dixon؛ زادهٔ ۱۴ مارس ۱۹۳۷) بازیکن فوتبال است.
از باشگاه‌هایی که در آن بازی کرده‌است می‌توان به باشگاه فوتبال کمبریج یونایتد اشاره کرد.